# Municipio de Atlatlahucan
El Municipio de Atlatlahucan es uno de los 36 municipios que conforman el Estado Libre y Soberano de Morelos, México. Su cabecera municipal se ubica en el poblado de Atlatlahucan.

## Etimología
Atlatlahucan originalmente era Atlatalukan; etimológicamente proviene de a-atla, "agua"; tlatlau-ki, "color rojo, ocre o bermejo" y kan, "lugar propio", por lo que significa: "lugar donde hay agua rojiza", la cual se almacenaba en varios pozos llamados jagüey en tiempo de lluvia.

## Historia
Los xochimilcas, primera tribu náhuatl que llegó a la Meseta central, extendió su conquista hasta Totolopan y Atlatlahucan. En 1436, el emperador mexica Moctezuma Ilhuicamina amplió sus conquistas en el valle de Morelos, incluido Atlatlahucan, que quedó entre los que tributaban al soberano azteca. Los principales tributos que se veía obligado a dar eran trojes de maíz, frijol, chile, jícaras ornamentadas, mantas de diversos colores, huipiles finos de algodón, y una rica variedad de trajes de guerreros que servían para la nobleza. Estos tributos se concentraban en la cabecera prehispánica de Oaxtepec y de ahí partían a la capital de México Tenochtitlan; Atlatlahucan, Totolapan y Tlayacapan formaban formaron parte de un solo señorío a nivel regional de nombre Cuauhtenco que custodiaba los cerros y cañadas de la zona; tras la caída de México Tenochtitlan este señorío igual cedió ante la conquista española, y formó el condado de Totolapan. 

Después de la conquista española, este pueblo desconoció su anexión al Marquesado del valle de Oaxaca.  
Por conflictos con pastores y hacendados que causaban daños a la propiedad de los pobladores, el 5 de octubre de 1538 a través del intérprete Juan de Salazar remitieron está queja ante la gran audiencia virreinal, para que se les otorgase la merced de los parajes y linderos del poblado de San Mateo Atlatlahucan, siendo este de los primeros en obtenerlo el 10 de enero de 1539 a través del virrey Antonio de Mendoza, y del cual se presume aún se conserva original en los archivos del municipio. 
En 1533, llegaron al lugar los frailes agustinos Fray Jerónimo de San Esteban y Fray Jorge de Ávila, para fundar un convento de estilo barroco que serviría como residencia de paso para misioneros, miembros del clero, autoridades de la nueva España e incluso peregrinos. La parroquia continuó a cargo de la orden de San Agustín hasta 1845, cuando se secularizó. El convento se fundó en 1570, pero en 1571 el pueblo estaba aún sujeto a Totolapan, lo cual hace suponer que la construcción se hizo años después, junto al convento y la parroquia se construyeron varias capillas de la misma época las cuales fueron de norte a Sur: san Miguel, San Antonio, Santo Tomas, Los Reyes, Santa Bárbara, San Tiago, La Asunción, San Sebastián, San Lucas, San Marcos, San Andrés, Santa Ana, y San Juan. El recinto conventual fue construido en varias etapas, resaltando cambios y anexiones importantes como lo son el campanario, capillas posas, capilla de indios, ampliaciones leves en el convento, y la más reciente a finales del siglo XIX la construcción de una torre sobre la espadaña en la fachada, la cual sirve como recinto para un reloj que fue un regalo por parte del expresidente nacional Porfirio Díaz, junto a varios otros en todo el estado y la nación, de los cuales solo se concerban tres en total integridad. Otro de los importantes cambios en el funcionamiento del inmueble fue la adopción de la capilla de Jesús nazareno como santuario de resguardo del que se presume es la original imagen del señor cristo de tepalcingo, el cual según narraciones orales se cuenta que el 13 de agosto de 1732 tras ir peregrinando desde el poblado de tepalcingo y con la intención de llegar a la localidad de milpa alta en la capital de la colonia para así poder restaurar la imagen víctima de profundos daños, se decidió descansar una noche en el poblado de Atlatlahucan donde se resguardo en la capilla antes mencionada, y que según narraciones populares al día siguiente cuando estaba decidido el seguir con el camino la imagen había aumentado mucho de peso, haciéndole imposible de cargar y trasladar, esto junto a fuertes lluvias que se desataron ese día, e incluso el milagro de que la imagen "se restaurará por si sola" se interpretaron como claras señales del deseo de la imagen de adoptar la capilla como su nuevo santuario, debido a ello cada mes de octubre y principalmente durante la feria del cuarto viernes de Cuaresma se rinde culto al señor de tepalcingo. Este convento juntó a otros del norte de Morelos ganó en diciembre de 1994 el nombramiento de patrimonio de la humanidad según la Unesco incluyendo en la ruta de los ex-conventos, y resaltando por su grado de conservación e integridad en su estructura.
Anteriormente el municipio de Atlatlahucan era una ayudantía que pertenecía al municipio de Tlayacapan, pero en 1932 se organizaron Ignacio Bello, Efrén Bello, Praxedis Linares, Marcos Villalba, Aurelio Aranda, Rosendo Martínez, Cresencio González, quienes motivaron a la gente para que los apoyara en que el pueblo de Atlatlahucan se reconociera como cabecera municipal. Al lograr este objetivo, Ignacio Bello fue nombrado primer presidente municipal, y ocupó el cargo durante un año. En el año de 1955 la profesora Gloria Peña Benítez ganó la presidencia municipal de Atlatlahucan, consiguiendo así ser no solo la primera presidenta del municipio, si no del estado e inclusive del país y resaltando por la construcción del primer zócalo municipal y una cancha anexa, donde se llegó a jugar un partido de voleibol internacional. Uno de los hechos con mayor relevancia regional sucedidos en la primera mitad del siglo XX más específicamente el 7 de marzo de 1934 fue la creación de la banda de viento "Morelos" la cual se conserva integra en sus sones desde su fundación, caracterizandose por tocar sones originales del chinelo, marchas fúnebres y música propia de las celebraciones religiosas católicas de antaño. Durante las décadas de los 50' y 60' del siglo XX y a causa del concilio Vaticano segundo surgió una división ideológica en el municipio entre un grupo mayoritario de personas que querían conservar el Rito Tridentino de la celebración de la misa junto al tradicionalismo litúrgico que tenían y conservan sede en el exconvento; contra un grupo minoritario de personas que querían pláticar la misa de novus ordo, estos al ser expulsados de las instancias del exconvento se vieron en la necesidad de buscar una nueva sede parroquial donde llevar a cabo sus celebraciones, encontrando en primer lugar refugio en la comunidad de San Miguel Tlatetelco en una pequeña capilla de reciente construcción, y posteriormente tomando el terreno del extinto barrio de Santa Bárbara para así edificar un nuevo edificio eclesiástico. El producto de esta división fue varios heridos de gravedad, y un tema que aún causa estrago en la sociedad de todo el municipio, considerando este aún un tema de discusión, a finales del siglo XX el exconvento de San Mateo apóstol fue excomulgado de la iglesia vaticana, y posteriormente este mismo se unió a organizaciónes católicas que no están en comunicación con el Vaticano, actualmente solo la parroquia de atlatlahucan junto a otras dos dan misa en latín en todo el estado, y esto causa un mayor atractivo turístico.

## Medio físico

### Localización
El municipio se ubica geográficamente entre los paralelos 18°56′ latitud norte y 98°54′ de longitud oeste del meridiano de Greenwich, a una altitud de 1656 metros sobre el nivel del mar; limita al norte con el Estado de México y el municipio de Totolapan, al sur con Cuautla, al este con el Municipio de Yecapixtla y al oeste con Tlayacapan y Yautepec.

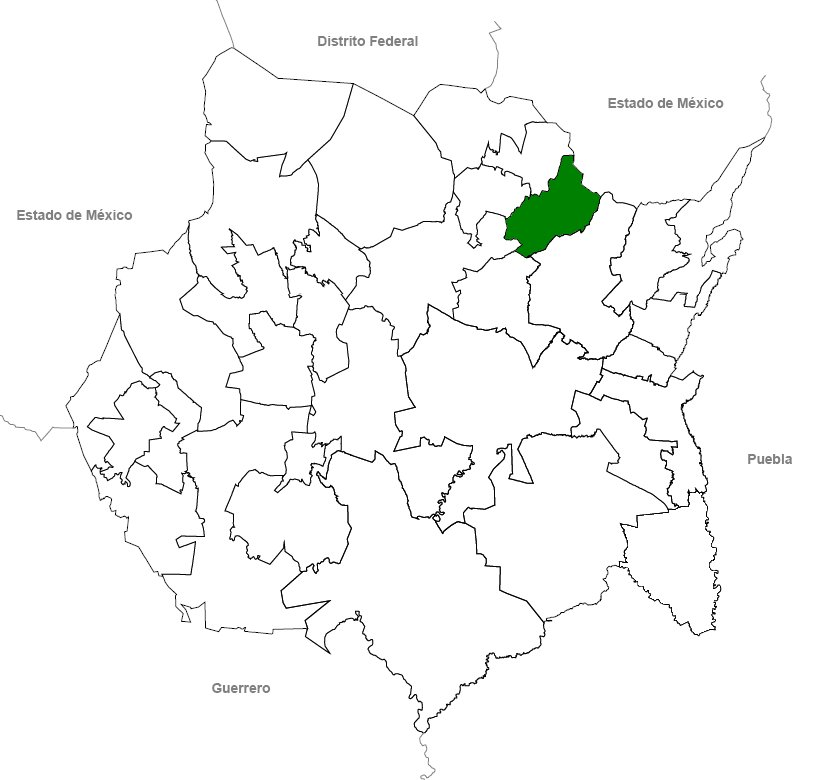
Ubicación de Atlatlahucan en el estado de Morelos

### Extensión
Tiene una superficie de 47.07 km², cifra que representa el 1.44% del total de la superficie del estado de Morelos.

### Orografía
Atlatlahucan se localiza al sureste de la sierra del Ajusco (Axcoche), que va del límite sur de la sierra de las Cruces (en el estado de México) hacia el oeste, donde se hallan las proximidades del Popocatépetl, y al sureste, donde está la sierra de Jumiltepec, es decir, la zona está rodeada por un amplio sistema montañoso y la forma típica que muestra es de valles y llanuras, con algunos lomeríos. Presenta tres formas de relieve:
- Las zonas accidentadas: Se localizan en la parte norte y suroeste del municipio, ocupan aproximadamente el 7.84% de toda la superficie y está formada por lomeríos y pequeñas llanuras.

- Las zonas semiplanas: Localizadas en la parte norte del municipio, ocupan aproximadamente el 66.89% de la superficie total; formadas por valles.

- Las zonas planas: Se ubican al sur y ocupan aproximadamente el 25.2% de la superficie total; formadas por valles.

Dadas las características orográficas de la zona, los suelos existentes en el lugar han tenido su génesis en la acumulación de las rocas volcánicas, mezcladas por el arrastre del material orgánico producto de las precipitaciones, que se han generado a lo largo de la historia del lugar, por lo que se puede decir que el suelo es de origen volcánico-pluvial, que la mayoría de estos suelos someros tienen 20 a 120 cm de profundidad; en promedio cuenta, además, con un 15-40% de pedregal.

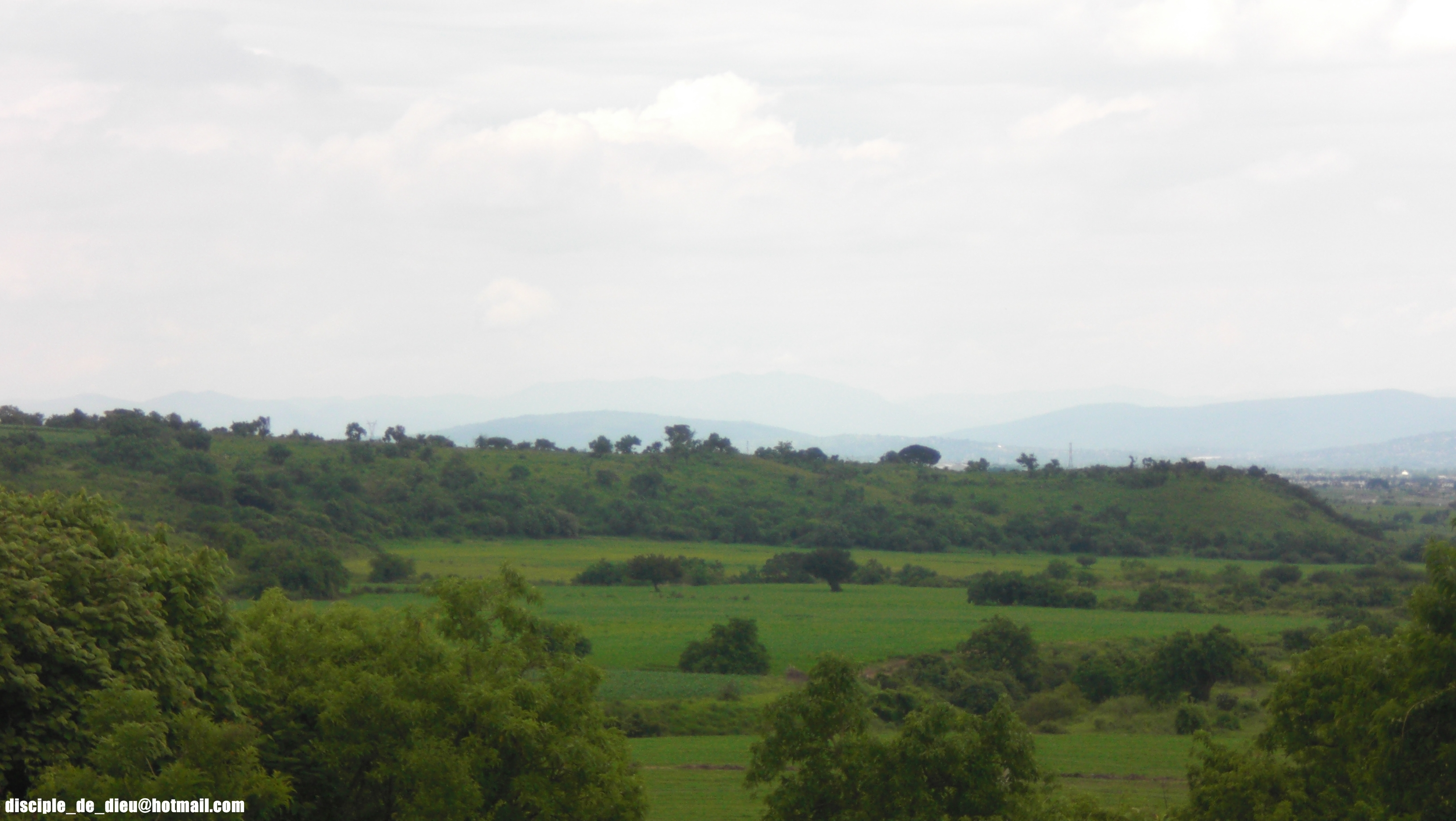
Cerros Sur del municipio

### Hidrografía
Los recursos hidrológicos incluyen arroyos de caudal en época de lluvias en las barrancas de Yautepec y Nepantla; la barranca del Salto o Totolapan desemboca sobre el río de Yautepec; hay también un bordo, ubicado en la cabecera municipal, y 4 pozos para la extracción de agua potable.

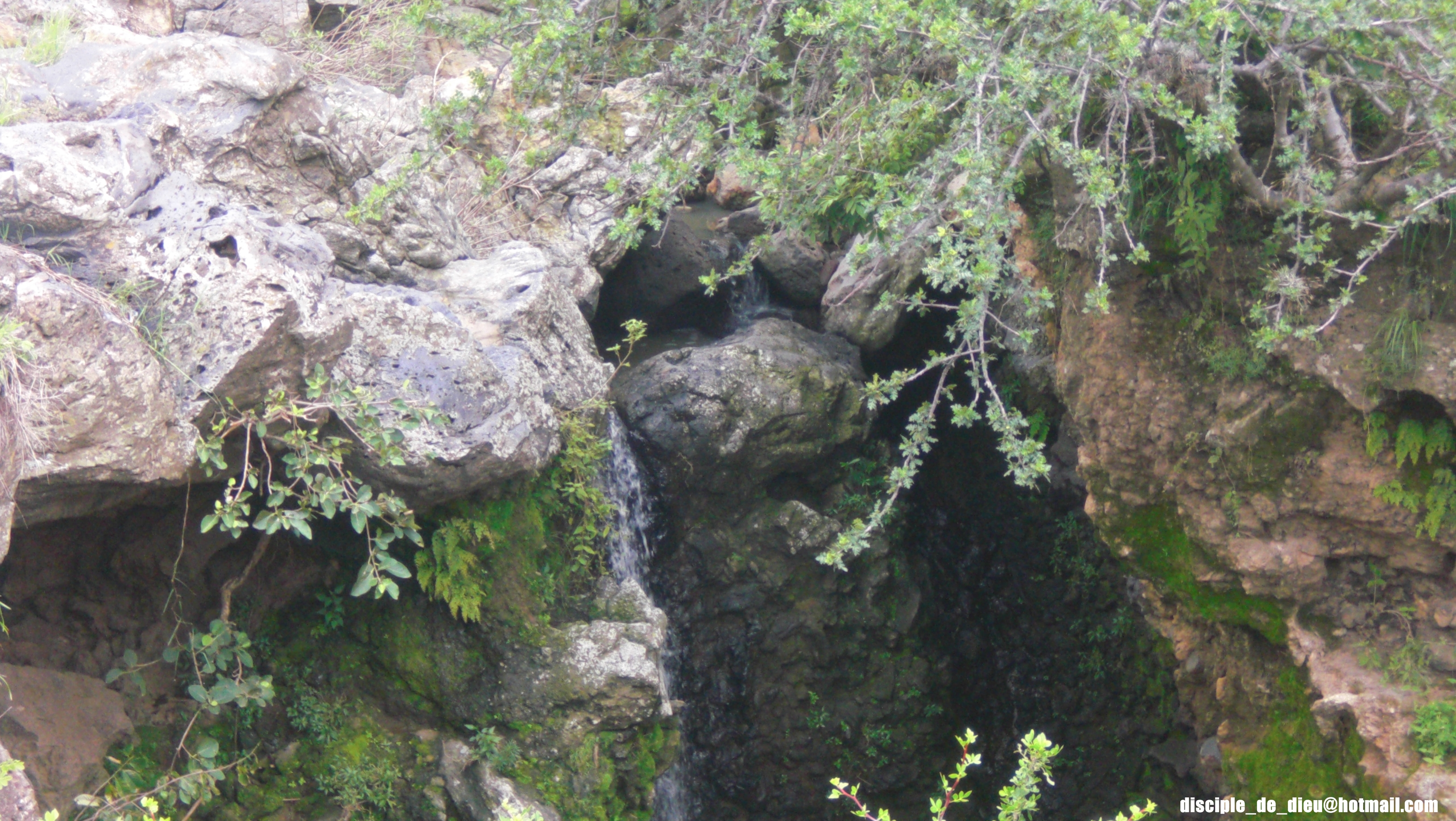
Barranca Atlatlahucan

### Clima

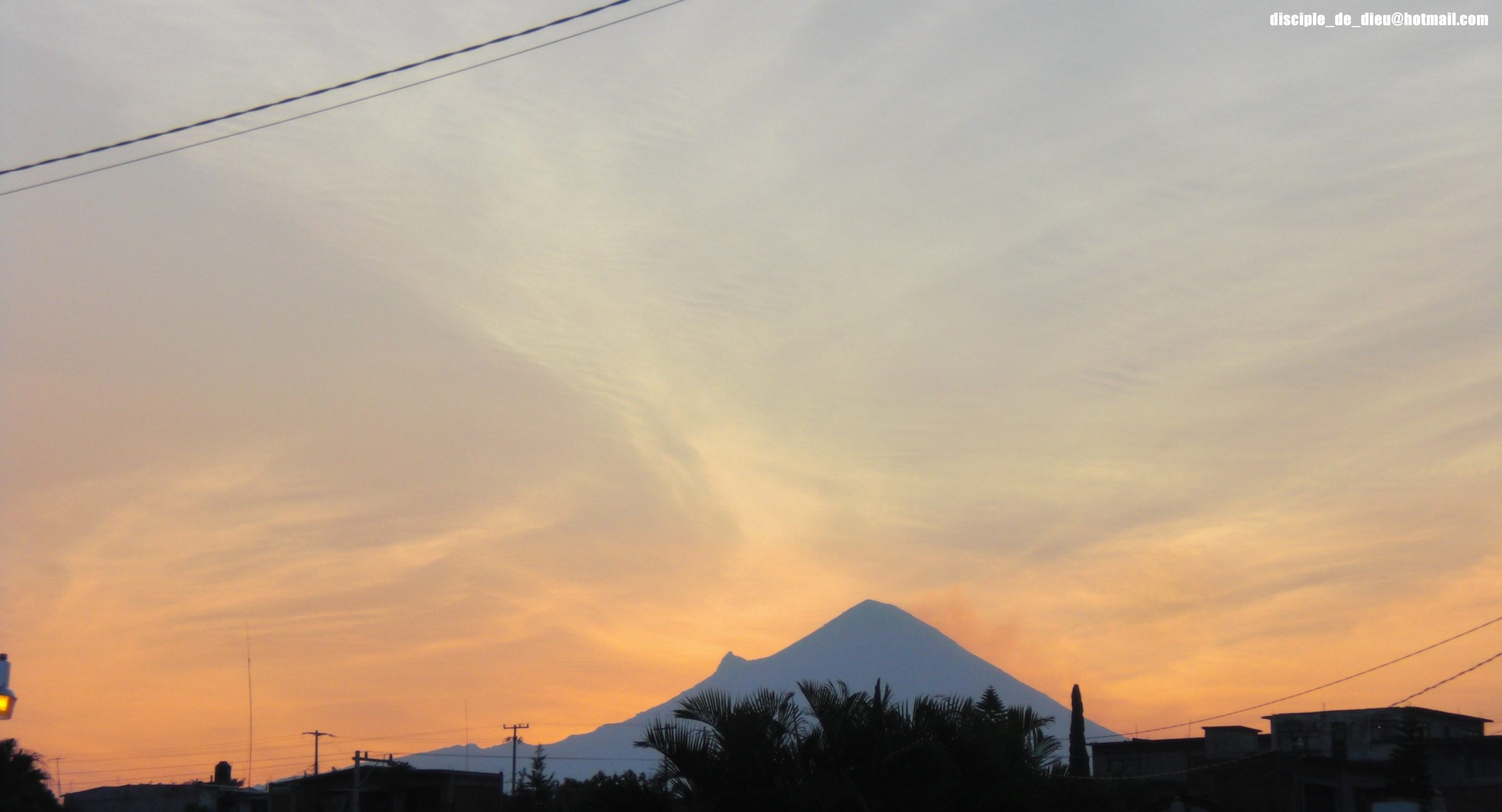
Amanecer desde Atlatlahucan

Es templado-frío, se registra una temperatura media de 20 °C, una precipitación pluvial de 1,005 mm. anuales con régimen de lluvias en los meses más calurosos de mayo y junio.

## Demografía

### Población
De acuerdo con los resultados del Censo de Población y Vivienda 2020 del Instituto Nacional de Estadística y Geografía, el municipio cuenta con un total de 25,232 habitantes.

### Localidades
En el censo de 2020 el municipio de Atlatlahucan contaba con 41 localidades.
| Código INEGI      | Localidad                | Población (2020) |
| ----------------- | ------------------------ | ---------------- |
| 170020001         | Atlatlahucan             | 9 018            |
| 170020033         | Lomas de Cocoyoc         | 2 506            |
| 170020068         | Las Minas                | 2 211            |
| 170020021         | San Miguel Tlaltetelco   | 2 098            |
| 170020025         | San Francisco            | 1 537            |
| 170020020         | San Juan Texcalpan       | 1 505            |
| 170020008         | Kilómetro Ochenta y Ocho | 1 099            |
| Otras localidades | Otras localidades        | 5 258            |
| Total municipal   | Total municipal          | 25 232           |

### Grupos étnicos
Hay en el municipio un total de 392 personas hablantes de lenguas indígenas, lo que representa un porcentaje del 3.38% con respecto al total del municipio. La lengua más importante de la zona es el mixteco, y la segunda es el náhuatl.
Según los resultados que presentó el II Conteo de Población y Vivienda en el 2005, en el municipio habitan un total de 222 hablantes de alguna lengua indígena.

### Religión
La mayoría de la población profesa la religión católica; en la cabecera municipal existe una división, ya que en el ex convento agustino se profesa la religión católica tradicionalista, mientras que la sede parroquial, con diócesis en Cuernavaca, profesa la católica moderna, regida por el sistema sede en Roma.[cita requerida] También existen otros cultos religiosos: el Bethel o asamblea de Dios y los testigos de Jehová.

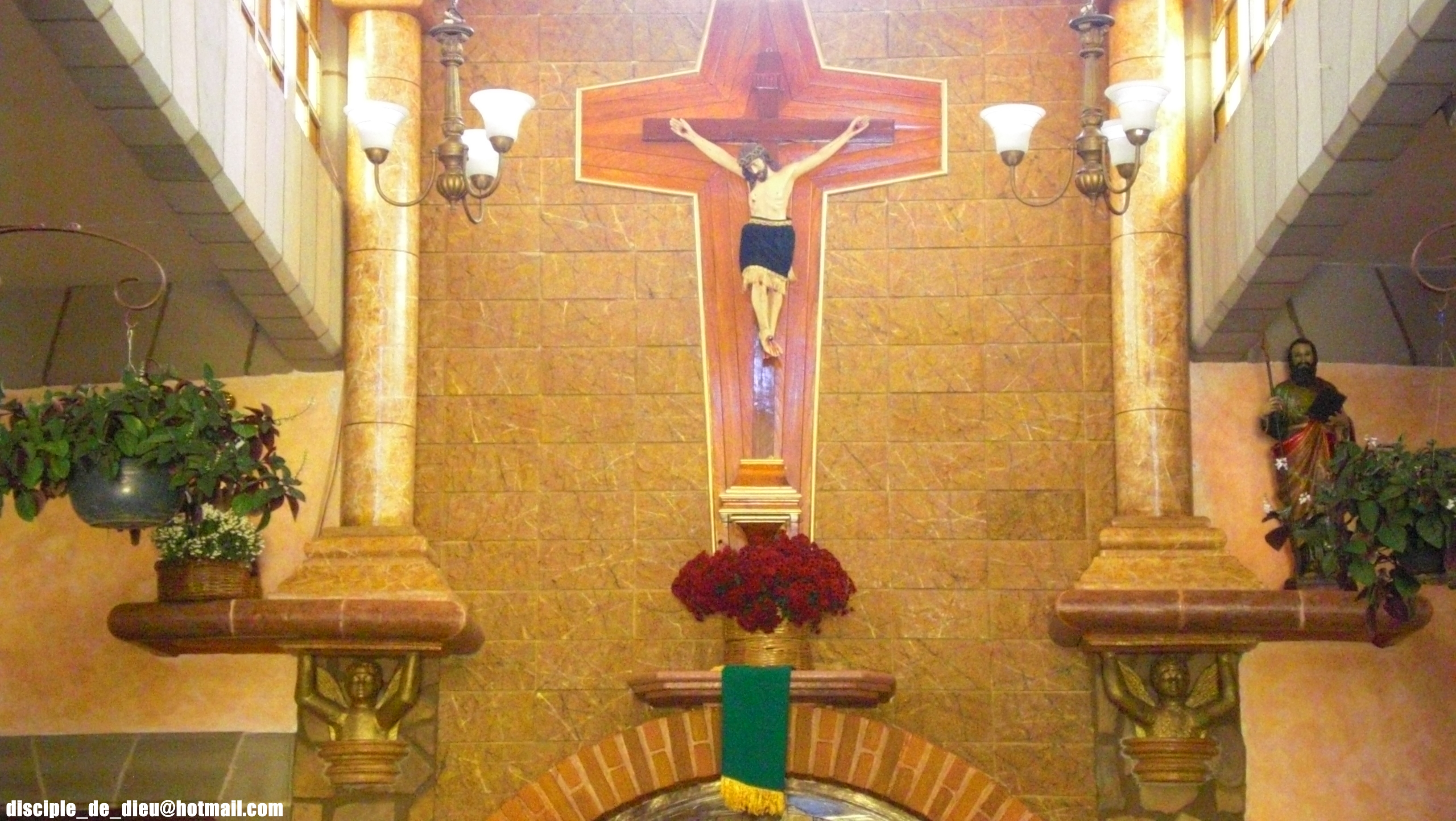
Sede parroquial de Atlatlahucan